# Gare de Waulsort
Ne doit pas être confondu avec la gare de Waulsort-Village, renommée Waulsort après 1926.
La gare de Waulsort est une ancienne gare ferroviaire belge de la ligne 154, de Namur à Dinant et Givet (F) située à Waulsort, ancienne commune faisant désormais partie de celle d'Hastière, en région wallonne dans la province de Namur.
Mise en service vers 1870 par la Compagnie du Nord - Belge, elle est fermée dès 1923 au profit de la gare de Waulsort-Village, plus commode d'accès. Par la suite, ce second arrêt a pris le nom de Waulsort.

## Situation ferroviaire
La gare de Waulsort se trouvait au point kilométrique (PK) 37,7 de la 154, de Namur à Dinant et Givet (F), entre les haltes de Neffe et de Waulsort-Village. Du temps du Nord - Belge, elle constituait le PK 85,1 en partant de Liège-Longdoz et un autre point d'arrêt appartenant à l’État belge desservait Bouvignies ±1 km en amont.

## Histoire
En 1863, la Compagnie du Nord - Belge inaugure les Dinant - Heer-Agimont et Heer - Givet de sa ligne de Namur à Givet, actuelle ligne 154. Il n'y a alors pas d'arrêt sur les 13,8 km entre les gares de Dinant et Hastière.
L'ancienne commune de Waulsort obtient finalement une halte en 1870 ou 1871. Établi au lieu-dit "l'Orée du bois de Laid / bois du Lait" (actuellement "Les Pauquis"), il consiste en une seule voie à quai avec un bâtiment doté d'une salle d'attente, d'un bureau pour le chef de gare et d'une cuisine. La ligne est à voie unique jusqu'en 1915 mais une seconde voie a été ménagée en gare de Waulsort pour le croisement des trains.
À partir de 1891, une seconde halte est établie sur la même ligne à Waulsort-Village, 1 km en direction d'Hastière mais cet arrêt modeste n'est alors pas desservi en dehors des vacances.
Entre 1876 et 1901, le bâtiment originel de la gare de Waulsort est considérablement agrandi et transformé. La rénovation de 1912 ajoute une salle d'attente séparée pour les voyageurs de première classe et une annexe servant de magasin pour l'entreposage.
L'emplacement de cette première gare sur une étroite bande de terre peu peuplée entre la Meuse et le plateau étant peu pratique, la halte de Waulsort-Village est desservie toute l'année entre 1912 et l'été de 1914 avant de fermer durant la guerre.
Une fois la paix revenue, la halte plus proche du centre du village rouvre ses portes tandis que celle de 1871 ferme aux voyageurs le 31 mai 1923.
En 1926, cette gare est totalement désaffectée et la halte de Waulsort-Village est renommée Waulsort. Elle continuera à servir jusqu'à la fermeture de la ligne en 1988 et 2000.

## Patrimoine ferroviaire
Le bâtiment voyageurs, construit entre 1871 et 1901, a été revendu et sert d'habitation, entourée de pavillons plus récents. La ligne est hors-service depuis l'an 2000 mais la voie n'a pas été démantelée.
En 1871, il s'agit d'une modeste maisonnette de plain-pied en « T ». Le bureau et le guichet sont installés dans l'aile sous bâtière transversale, avec une cave, des combles au-dessus et une cuisine à l'arrière. En 1876 l'aile contenant la salle d'attente est agrandie d'une travée et le bureau est déplacé dans l'ancienne salle d'attente. En 1881, pour disposer d'un logement de fonction en bonne et due forme pour le chef de station, l'aile transversale gagne un étage. Puis en 1890 c'est l'aile longitudinale qui est mise au même niveau avec deux chambres et un grenier. La cuisine du rez-de-chaussée est déplacée et devient la consigne des bagages.
En 1890, ce bâtiment de style fonctionnel avec une façade de briques nues est à nouveau transformé en profondeur. Une deuxième salle d'attente pour les voyageurs de première classe est ajoutée dans une aile largement vitrée dont le toit se prolonge par-delà la façade côté quai, créant un espace à l'abri des intempéries. Le toit de l'aile transversale est surhaussé avec deux versants à l'angle prononcé faisant écho au toit de la nouvelle salle d'attente et un petit magasin au style similaire est bâti à côté tandis que des lucarnes surmontent chaque fenêtre à l'étage de l'aile longitudinale. Les propriétaires du bâtiment ont par la suite bâti une véranda au rez-de-chaussée de l'aile des voyageurs, côté Meuse, masquant l'entrée d'origine sur une terrasse elle aussi dans le style chalet, ou balnéaire employé par les villas et hôtels des environs.
La gare de Waulsort-Village est dotée à la même époque d'un abri de quai du même style aux charpentes débordantes. Il n'en reste que l'annexe, l'abri et son guichet ayant été démolis en 1972.